# Опел карл
Опел карл је мали градски аутомобил који производи немачка фабрика аутомобила Опел. Производи се од 2015. године.

## Историјат
Карл је градски аутомобил који је представљен на сајму аутомобила у Женеви, марта 2015. године. Овај аутомобил је наследник агиле. У Уједињеном Краљевству продаје се под брендом Воксол, као Воксол вива (енгл. Vauxhall Viva), названа по моделу који се производио од 1963. до 1979. године. Опелова верзија је названа по најстаријем сину оснивача компаније Адама Опела, Карлу Опелу. Карл је дизајниран да попуни празнину коју ће оставити модел спарк, пошто је одлучено да се Шевролет повуче са европског тржишта 2016. године.
Аутомобил се производи у Јужној Кореји. Карл и вива ће бити позиционирани на дну понуде Опела и Воксола, испод адама. Карл има дужину од 3680 мм, што је нешто мање од адама, који је дугачак 3698 мм. Конкуренти су му Форд ка, Фолксваген ап!, Сеат ми, Шкода ситиго, Фијат панда, Пежо 108, Ситроен Ц1. Очекује се да буде тежак око 900 кг, а покретаће га нови троцилиндрични 1.0 литарски безински мотор од 74 КС.